# タニソバ
タニソバ（谷蕎麦、学名：Persicaria nepalensis）は、タデ科イヌタデ属の一年草。

## 特徴
茎はよく分枝し、下部は地面を横に這い、上部は斜上して、高さ10-50cmになる。茎は無毛でしばしば暗い赤みを帯び、秋になると赤みが鮮やかを増す。葉は互生し、上部につくものを除いて葉柄があり、葉身は卵形から三角状卵形で、先端は鋭突形、縁は全縁、基部はくさび形になって葉柄に沿って流れ、長さ1-9cm、幅0.5-3cmになる。葉の質は薄く、表面は無毛、裏面に毛が生え腺点がある。秋遅くには紅赤色に紅葉する。葉柄に広めの翼があり、基部は耳状になって茎を抱く。托葉鞘は短い筒型で長さ約5mmになり、先は斜めに切れ、縁毛は無いが基部に下に向く太く軟らかい毛が生える。
花期は7-10月。花序は茎先または葉腋につき、頭状に多数の花をつけ、径3-8mmになる。花序の基部に葉状の苞があり、花柄には腺毛がある。花冠裂片に見えるのは萼裂片で、萼は狭鐘形で4裂し、裂片は花時に長さ約2mm、果時に長さ2.5-3mmになり、色は緑色、白色またはわずかに紅色を帯びる。雄蕊は6-7個あり、萼裂片より短く、葯は黒紫色になる。子房は楕円体になり、花柱は2裂する。果実はレンズ形の痩果で、長さ1.5-2mmになり、両面が膨らんでこぶ状の小突起があり、黒色で光沢はなく、下部が膨らんだ宿存する萼裂片に包まれる。染色体数は2n=48。

## 分布と生育環境
日本では、南千島（色丹島）、北海道、本州、四国、九州に分布し、原野や山地の日当たりの良い湿った場所や林縁、田の畔などに生育する。世界では、日本の他、朝鮮半島、台湾、中国大陸、東南アジア、ヒマラヤ、西アジア、北アフリカにかけて広く分布する。

## 名前の由来
和名タニソバは、「谷蕎麦」の意で、谷の水の流れ近くに生えるソバの意味。牧野富太郎 (1940) は、「和名谷蕎麦ハ溪邊ニ生ズルそばノ意ナリ」と述べている。
また、1856年（安政3年）に出版された飯沼慾斎の『草木図説』前編20巻中第7巻「タニソバ」には、「全形蕎麦又ハミソヽバ（ミゾソバ）ノ態アリ、故ニタニソバノ名アリ」とある。
種小名（種形容語）nepalensis は、「ネパールの」の意味。

## 分類
本種は、飯沼慾斎の『草木図説』でいうところの「ミゾソバノ態アリ」というとおり、花が茎の上部に密な頭状になってつく点においては同属のミゾソバ P. thunbergii に似る。しかし、ミゾソバには、茎にふつう下向きの刺毛があるが本種には無い。また、本種の花は比べると小さく、ミゾソバの葉は、中部がくびれた卵状ほこ形（この葉の形が牛の顔を思わせるので、別名「ウシノヒタイ」という。）になるが、本種の葉は卵形から三角状卵形になる。また、同属に名前が似ているミヤマタニソバ P. debilis があるが、同種は丈が低く、茎は細く、葉は三角形で、頭花の花の数が少ない。つまり、あまり似ていない。
ミゾソバおよびミヤマタニソバは、同属ウナギツカミ節 Sect. Echinocaulon に属するが、本種は、同属タニソバ節 Sect. Cephalophilon に属する。

## ギャラリー

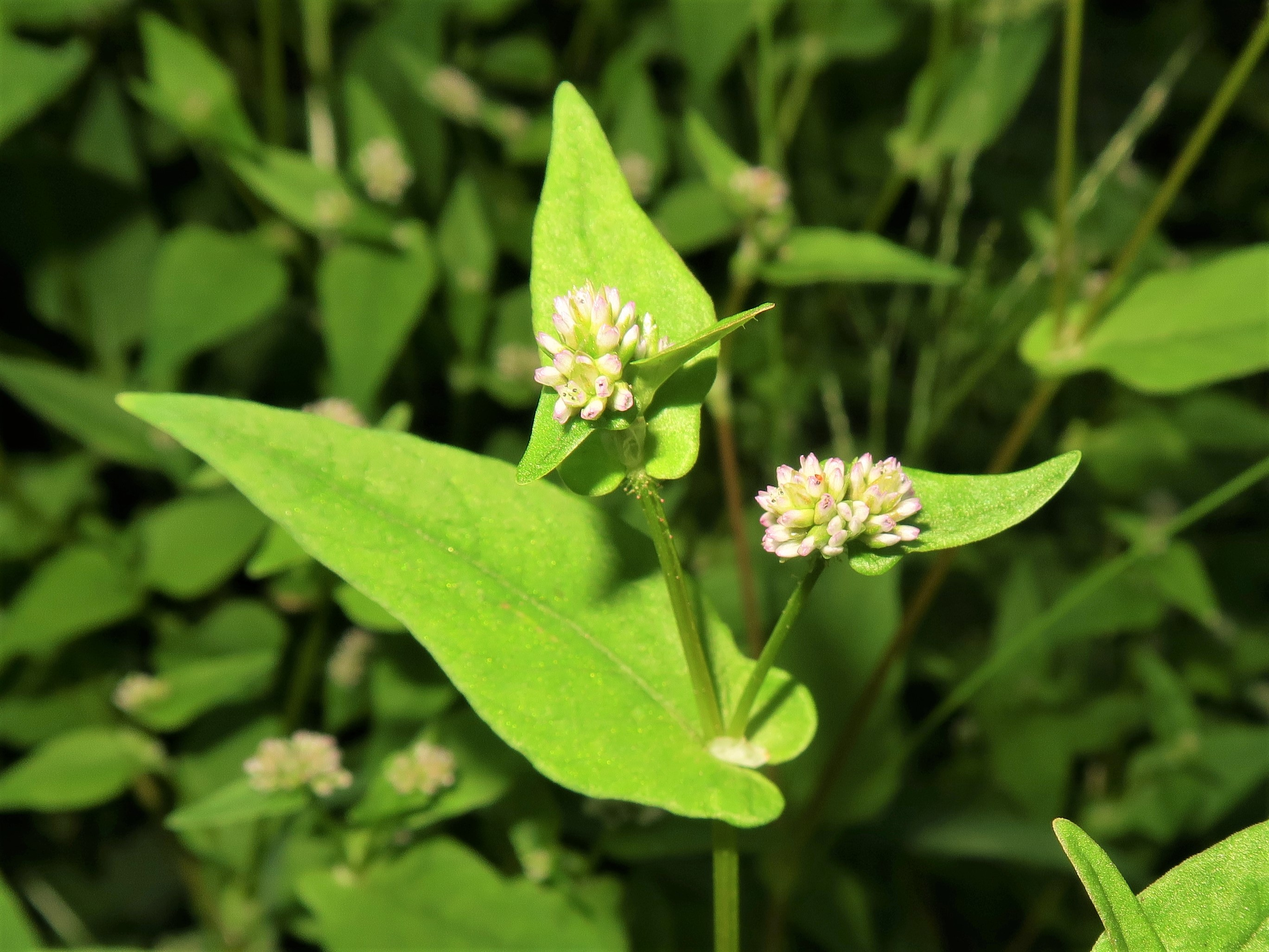
花序は茎先または葉腋につき、頭状に多数の花をつける。花序の基部に葉状の苞がある。
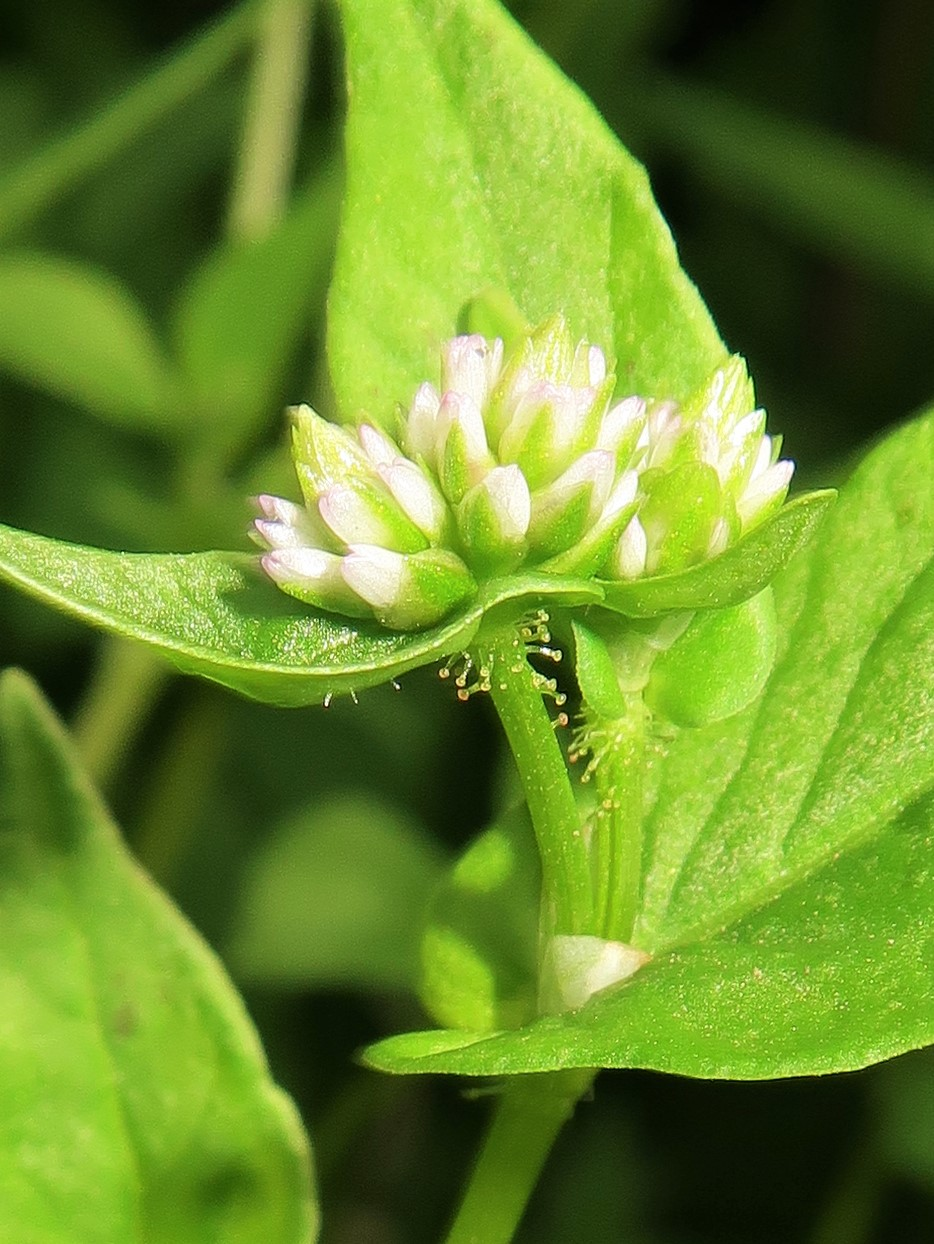
花柄には腺毛がある。
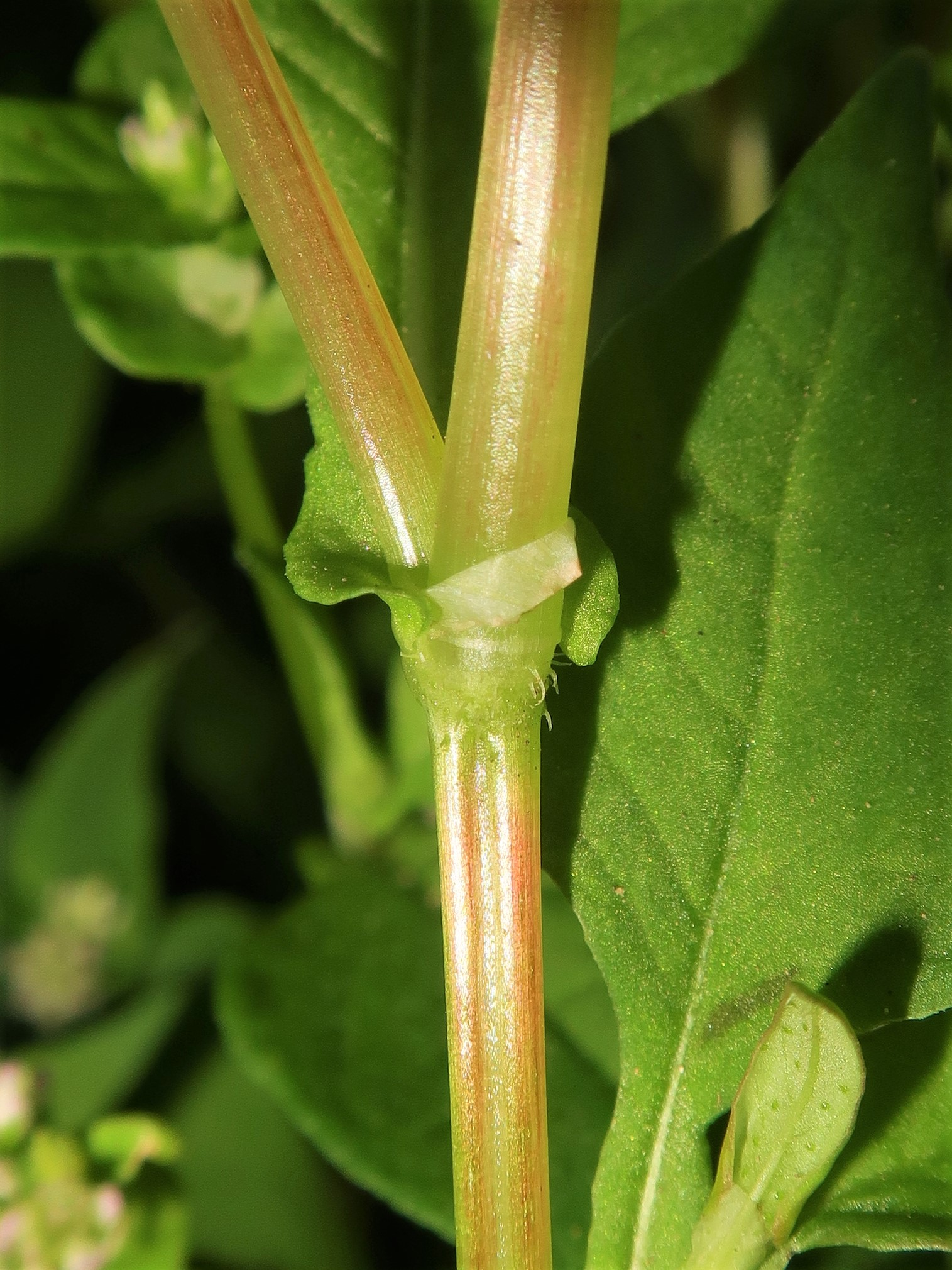
托葉鞘は短い筒型で、先は斜めに切れ、基部に下に向く太く軟らかい毛が生える。
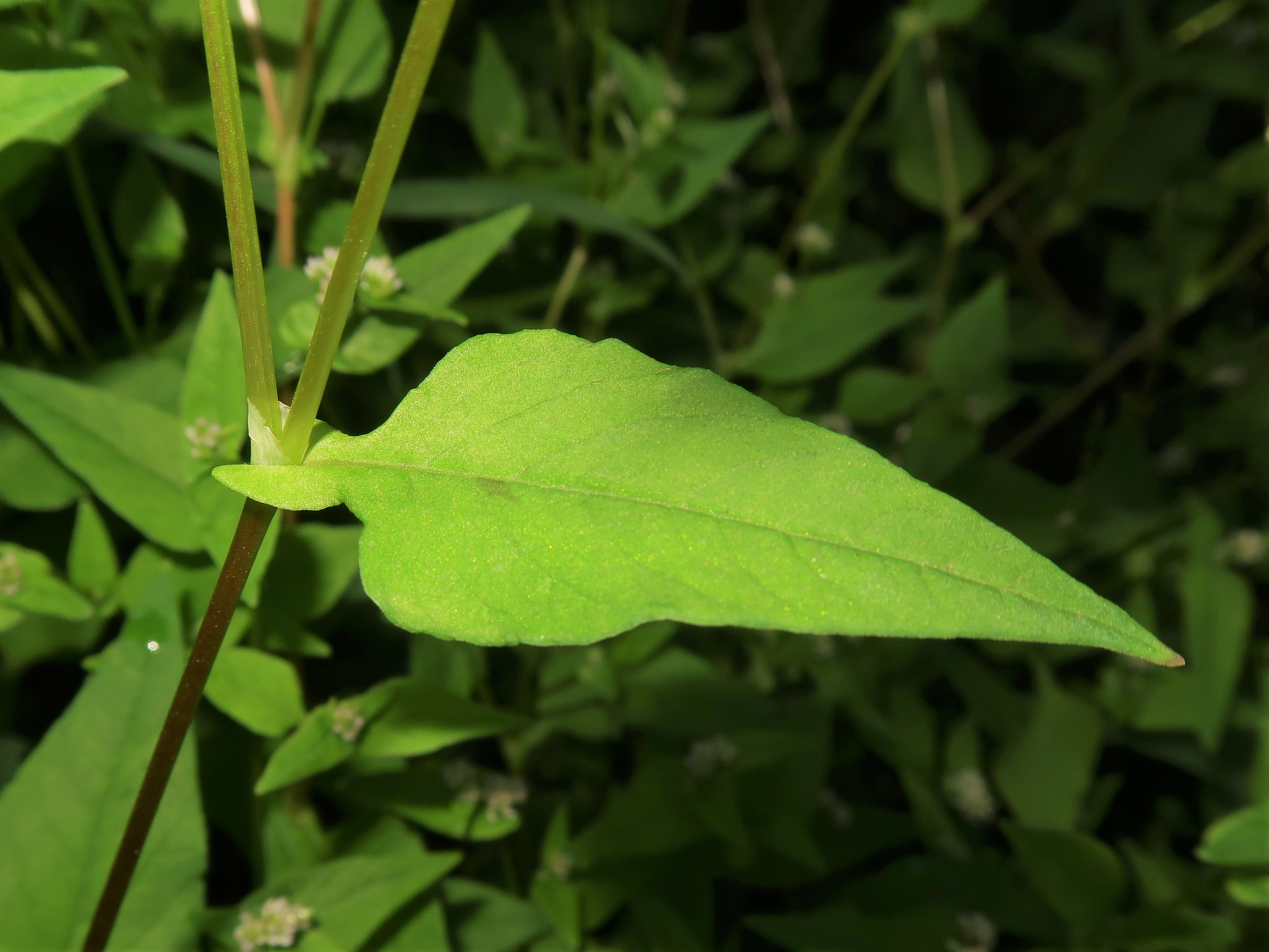
葉柄に広めの翼があり、基部は耳状になって茎を抱く。
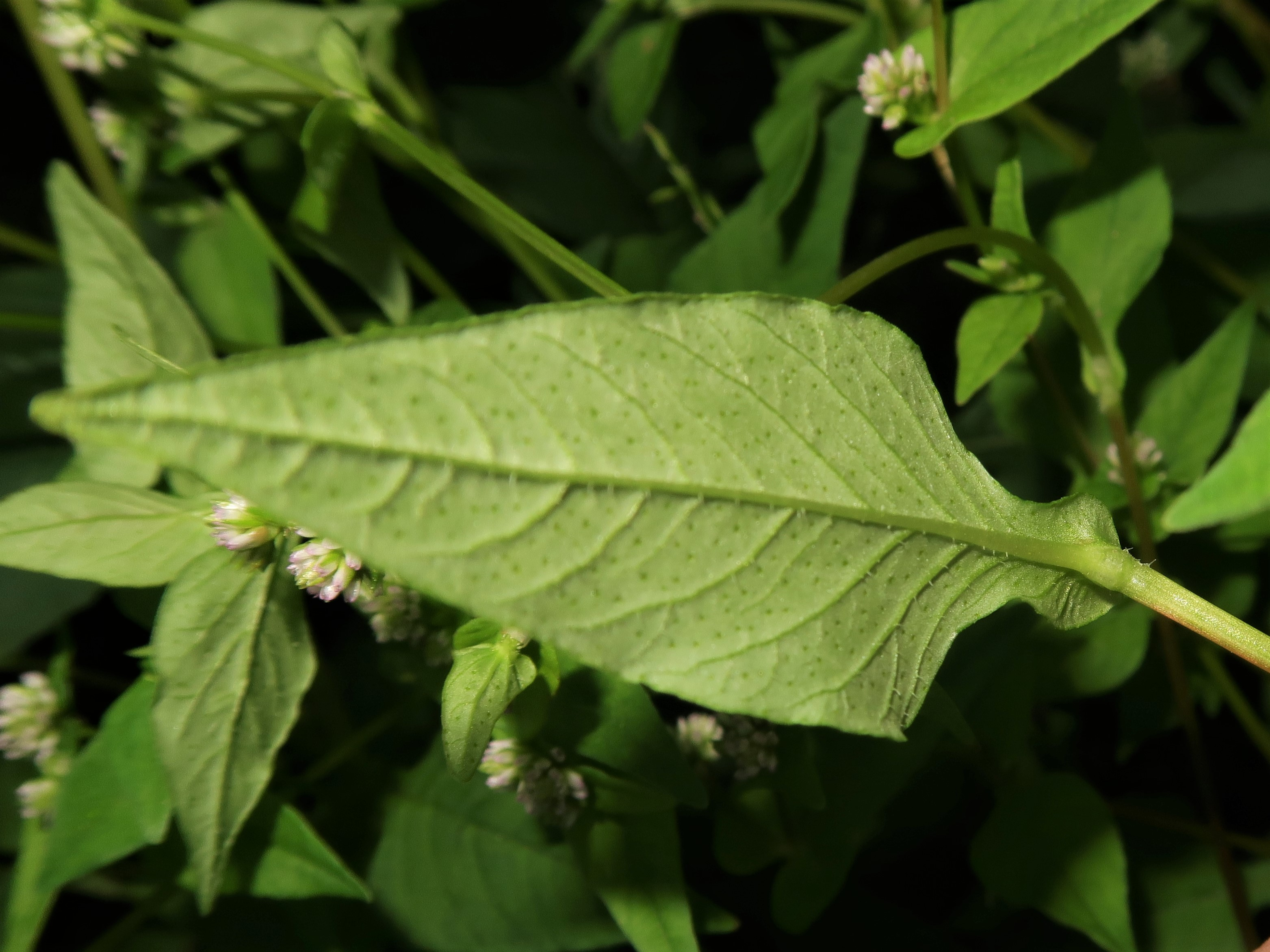
葉の裏面に毛が生え、腺点がある。
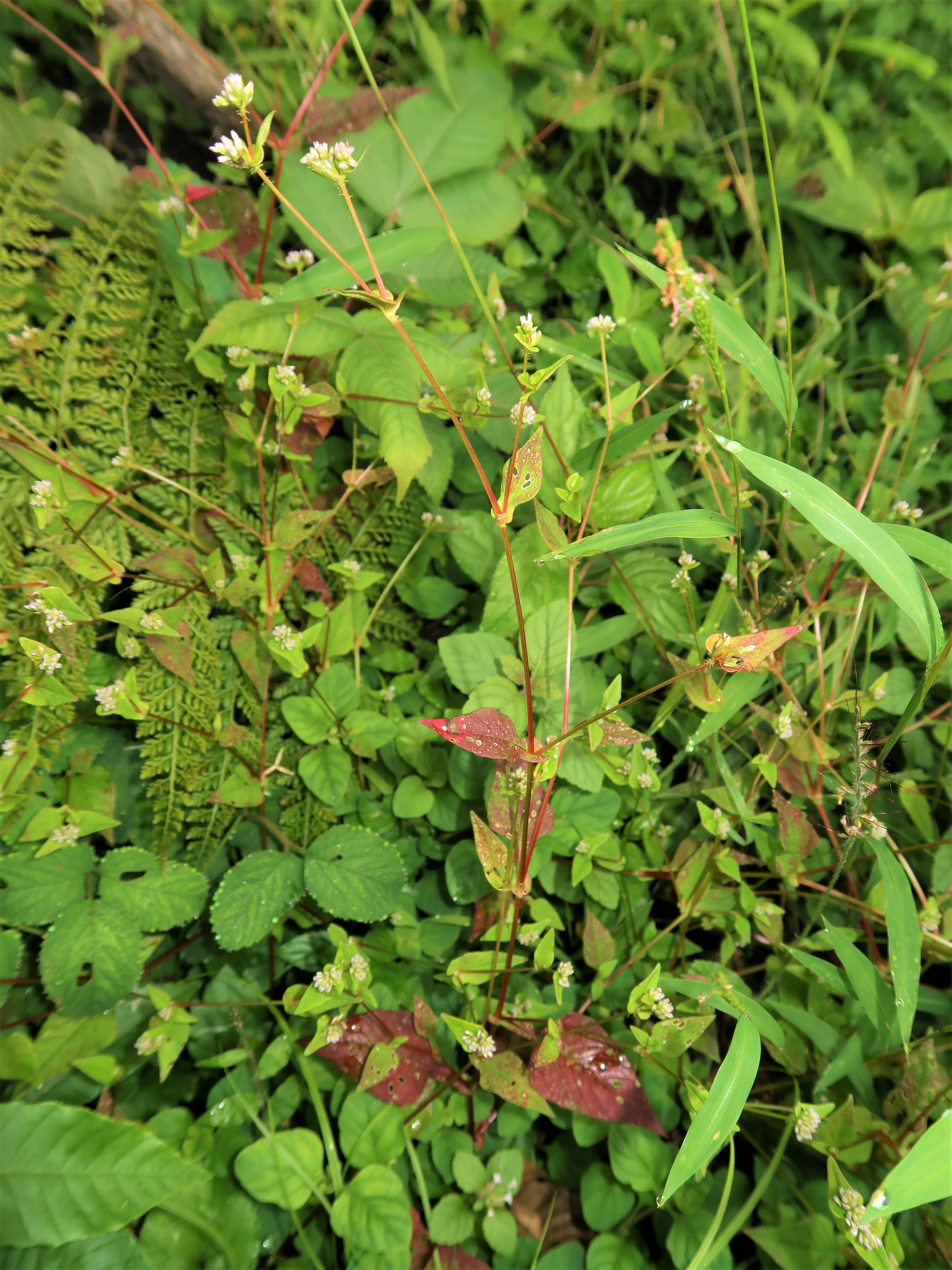
茎は無毛でしばしば暗い赤みを帯び、秋になると赤みが増し、葉も紅赤色に紅葉する。